# Riptide (Robert Palmer)
| Recensione              | Giudizio |
| ----------------------- | -------- |
| Dizionario del pop-rock |          |

Riptide è l'ottavo album discografico in studio del cantante Robert Palmer, pubblicato nel 1985.

## Tracce
1. Riptide – 2:24 (musica: Walter Donaldson, Gus Kahn)
2. Hyperactive – 5:08 (musica: Tony Haynes, Dennis Nelson, Robert Palmer)
3. Addicted to Love – 6:01 (musica: Robert Palmer)
4. Trick Bag – 3:01 (musica: Earl King)
5. Get It Through Your Heart – 2:49 (musica: Robert Palmer)
6. I Didn't Mean to Turn You On – 3:43 (musica: James Harris III, Terry Lewis)
7. Flesh Wound – 3:43 (musica: Frank Blair, Robert Palmer)
8. Discipline of Love – 6:06 (musica: David Batteau, Don Freeman)
9. Riptide (Reprise) – 2:00 (musica: Walter Donaldson, Gus Kahn)